# Џулијан (презиме)
Џулијан (енгл. Julian) је презиме, пореклом из енглеског језика, изведено из истог личног имена.